# Japanskrapan
Japanskrapan kallades ett planerat höghus som skulle uppföras av Skanska vid Norrtull i Stockholm. Planerna övergavs under 1990-talet.
I området, där Wenner-Gren Center finns sedan tidigare, kom Hagastaden att påbörjas under 2010-talet.